# Liu Jing (patinage de vitesse)
Pour les articles homonymes, voir Liu Jing.
Dans ce nom chinois, le nom de famille, Liu, précède le nom personnel.
Liu Jing (en chinois : 刘静), née le 30 mai 1988 à Qiqihar, est une patineuse de vitesse chinoise.

## Carrière
Liu Jing est médaillée de bronze en poursuite par équipes aux Jeux asiatiques d'hiver de 2017 à Sapporo.
Elle participe ensuite aux Jeux olympiques d'hiver de 2018 à Pyeongchang, terminant cinquième en poursuite par équipes et 24e du 3 000 mètres.